# Blob emoji
Blob emoji是Google在2013至2017年间，在其Android操作系统中实现的Emoji样式。

## 历史
谷歌于2013年把Blob emoji作为其Android KitKat的一部分引入。谷歌在第二年扩展了 blob 样式，包括通常用来描绘人类的表情符号。2016年，谷歌重新把Blob emoji设计成软糖形状。随着建立Emoji标准的Unicode 组织为Emoji引入肤色和性别选项，谷歌的表情符号被逐渐替换为人类的样式，而不是黄色、软糖状的 Blob emoji。2017年，随着Android Oreo的发布，谷歌停止了对Blob emoji的支持，转而採用与其他平台风格相似的圆形表情符号。跨平台保持一致的Emoji是重新设计的主要原因之一。重新设计已经开发了大约一年，它模仿 Apple 风格的 Emoji，包含更多细节并默认提供黄色肤色。尽管Blob emoji已在 Android 中被弃用，但目前为止，Google 的产品Gmail仍在使用 Blob emoji。
Google于2018年为Gboard和Android Messages 发布了带有Blob emoji的贴图。 

## 评价
在Blob emoji被採用的2013年至2017年间，民众对Blob emoji的评价不一。支持者赞扬他们对Emoji解释的新颖，而批评者则批评了Emoji在不同平台之间以不同方式表示时所造成的误解。

## 延伸阅读
- Brant, Tom. . PC Magazine. 2017-05-19  [2018-07-20]. （原始内容存档于2019-12-15） （英语）.

- Carey, Bridget. . CNET. 2016-04-19  [2018-07-20]. （原始内容存档于2021-01-27） （英语）.

- Garun, Natt. . The Verge. 2018-07-17  [2018-07-20]. （原始内容存档于2018-10-27）.

- Garun, Natt. . The Verge. 2017-05-25  [2018-07-20]. （原始内容存档于2022-08-11）.

- Goldman, David. . CNNMoney. 2017-05-18  [2018-07-20]. （原始内容存档于2022-08-11）.

- Mix. . The Next Web. 2017-05-18  [2018-07-20]. （原始内容存档于2020-09-24） （美国英语）.

- Kircher, Madison Malone. . Select All. 2017-05-17  [2018-07-20]. （原始内容存档于2018-05-07） （英语）.

- Stinson, Elizabeth. . Wired. 2017-09-01  [2018-04-16]. （原始内容存档于2022-08-19）.

- Tibken, Shara. . CNET. 2017-05-18  [2018-07-20]. （原始内容存档于2020-11-12） （英语）.

- Welch, Chris. . The Verge. 2017-07-17  [2018-07-20]. （原始内容存档于2022-08-11）.